# Osiedle Wola
Osiedle Wola – osiedle samorządowe (jednostka pomocnicza gminy) Poznania (od 1 stycznia 2011 roku).

## Granice
Osiedle Wola graniczy:
- z Osiedlem Krzyżowniki-Smochowice (ul. Lutycka)
- z Osiedlem Sołacz (granica - skrajem jeziora Rusałka)
- z Osiedlem Ogrody (granica - ulica Polska)
- z Osiedlem Ławica (granica - ulica Bukowska, ulica 5 stycznia, ulica bez nazwy)

## Podział
Podział w Systemie Informacji Miejskiej
Wedle Systemu Informacji Miejskiej Osiedle Wola jest podzielone na trzy jednostki obszarowe:
- Osiedle Lotnictwa Polskiego
- Osiedle Lotników Wielkopolskich
- Wola

## Siedziba Rady Osiedla
Adres rady osiedla
Zespół Szkół nr 2 ul. Hangarowa 14.

## Komunikacja
Osiedle obsługują autobusy MPK Poznań linii 121, 156, 159, 177, 186, 729, 801, 802, 803, 804, 811, 812, 813, 821, 833, 834 oraz linie nocne 219, 222 i 258.